# Birgit Fischer (Politikerin)

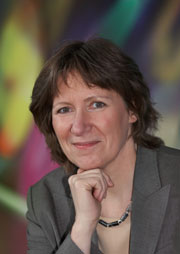
Birgit Fischer, April 2010

Birgit Fischer (* 4. Oktober 1953 in Bochum) ist eine ehemalige deutsche Politikerin (SPD) und ehemalige Hauptgeschäftsführerin beim Verband forschender Arzneimittelhersteller.

## Ausbildung und erste berufliche Stationen
Nach ihrem Studium der Erziehungswissenschaften an der Westfälischen Wilhelms-Universität in Münster von 1972 bis 1977 und Abschluss als Dipl.-Pädagogin war Birgit Fischer von 1977 bis 1986 im Bildungswesen tätig, zunächst von 1977 bis 1980 als pädagogische Leiterin des Evangelischen Bildungswerks Frankenforum und von 1980 bis 1986 als Fachbereichsleiterin der Volkshochschule Lennetal.

## Politische Karriere
In den Jahren von 1986 bis 1990 war Fischer Gleichstellungsbeauftragte der Stadt Bochum.
Fischer, Mitglied der Gewerkschaft ÖTV (jetzt ver.di) seit 1973 und SPD-Mitglied seit 1981, war von 1990 bis 2000 und dann wieder nach dem 11. September 2001, als sie für die Abgeordnete Annette Breitbach-Schwarzlose nachrückte, Mitglied des Landtags Nordrhein-Westfalen.
Bei der Landtagswahl vom 22. Mai 2005 gelang es ihr, mit 50,8 Prozent der Stimmen das Direktmandat im Wahlkreis 109 (Bochum III – Herne II) zu erringen. Ab 1991 war Fischer Parlamentarische Geschäftsführerin der SPD-Fraktion, bis sie am 9. Juni 1998 zur Ministerin für Frauen, Jugend, Familie und Gesundheit des Landes Nordrhein-Westfalen ernannt wurde. Nach der Neustrukturierung der Ministerressorts vom 12. November 2002 war Birgit Fischer Ministerin für Gesundheit, Soziales, Frauen und Familie.
Nach dem Machtwechsel bei der nordrhein-westfälischen Landtagswahl 2005 schied Fischer am 24. Juni 2005 aus diesem Amt. Von Mai 2005 bis September 2006 amtierte sie als stellvertretende Vorsitzende ihrer Landtagsfraktion. Am 11. Mai 2007 legte Birgit Fischer ihr Landtagsmandat nieder.
Von 2001 bis November 2011 war Birgit Fischer Mitglied des Parteivorstands der SPD und stellvertretende Landesvorsitzende der nordrhein-westfälischen SPD von 2001 bis 2010. Von 2005 bis 2007 gehörte sie dem Präsidium der Bundes-SPD an.
Fischer war auf Vorschlag der SPD jeweils Mitglied der 10. bis 13. Bundesversammlung in Berlin.
Am 23. August 2017 erhielt Birgit Fischer den Verdienstorden des Landes Nordrhein-Westfalen. 2021 wurde ihr der Ehrenring der Stadt Bochum verliehen.

## Berufliche Karriere

### Barmer Ersatzkasse
Vom 1. Januar 2007 bis Ende 2009 bekleidete Birgit Fischer das Amt der stellvertretenden Vorstandsvorsitzenden der Barmer Ersatzkasse. Von Januar 2010 bis Mai 2011 bekleidete sie das Amt der Vorstandsvorsitzenden der Barmer GEK, die aus der Fusion von Barmer und Gmünder Ersatzkasse hervorgegangen ist.

### Verband forschender Arzneimittelhersteller
Am 17. März 2011 wurde bekannt, dass Fischer die Barmer GEK verlässt, um ab 1. Mai 2011 als Hauptgeschäftsführerin beim Verband forschender Arzneimittelhersteller tätig zu werden. Während Teile der Presse diesen Schritt Fischers als „verblüffenden Seitenwechsel“ bezeichneten, wurde er durch Politiker der CDU und auch der SPD kritisiert. Im März 2019 wurde bekannt, dass ihr Vertrag nicht verlängert wird.

## Sonstiges Engagement
Fischer war von 2005 bis 2011 Mitglied im Präsidium des Deutschen Evangelischen Kirchentages.

Im Dezember 2007 wurde sie in den Hochschulrat Deutsche Sporthochschule Köln und im Januar 2008 in den Hochschulrat der Ruhr-Universität Bochum gewählt. Ihre Berufung in den Hochschulrat der Ruhr-Universität Bochum wurde ab Januar 2013 für weitere fünf Jahre bestätigt.
Als Beiratsmitglied von Jugend gegen AIDS unterstützt Birgit Fischer eine von Jugendlichen initiierte und geführte Initiative, die Aufklärungs- und Präventionsarbeit auf Augenhöhe betreibt.
Fischer ist Spitzenkandidatin der Barmer Interessenvertretung der Versicherten BIV bei der Deutschen Rentenversicherung Bund zur Sozialwahl 2023.